# Nootropikum
Nootropikum (altgriechisch νόος ‚Verstand‘, τρόπος ‚Art und Weise‘) ist ein unscharf definierter Begriff, der sowohl in der Pharmakologie als auch in anderen Bereichen wie Komplementärmedizin, Wellness und Anti-Aging Anwendung findet.
Im weitesten Sinne handelt es sich um Arzneimittel, Nahrungsergänzungsmittel oder andere Substanzen, denen eine vorteilhafte Wirkung auf das zentrale Nervensystem zugesprochen wird. Sie werden auch als „Gehirndoping-Mittel“ oder „intelligente Drogen“ (smart drugs) bezeichnet. Im engeren und wissenschaftlich-pharmakologischen Sinne sind unter anderem Arzneimittel gemeint, die als Antidementiva für die Behandlung einer Demenz zugelassen sind oder gerade erprobt werden. So z. B. auch die Antidementiva Huperzin A und Piracetam.
Es entwickelt sich zunehmend ein Markt um Nootropika. Abnahme finden unter anderem Substanzen ohne einstweilige Zulassung und solche ohne nachgewiesene Wirkung oder Langzeitstudien zu Nebenwirkungen.

## Begriffsbestimmung
Das Wort „Nootropikum“ wurde im Jahre 1972 vom rumänischen Arzt Corneliu E. Giurgea (1923–1995) geprägt. Giurgea war im Jahr 1964 an der Synthetisierung des Stoffes Piracetam beteiligt, das mittlerweile zu den bekanntesten Nootropika zählt. Er wählte den Begriff in lexikalischer Analogie zur Bezeichnung Psychotropikum.
Giurgea war als Professor für Neurophysiologie an der medizinischen Fakultät in Bukarest tätig und wurde in Belgien im Jahr 1963 Leiter der Abteilung für Neuropharmakologie des Unternehmens UCB.
Nach Giurgea sind unter Nootropika Medikamente zu verstehen, die die wesentlichen Merkmale von Piracetam teilten, und zwar:
1. Eine direkte Aktivierung der integrativen Aktivitäten des Gehirns, die eine unmittelbare positive Wirkung auf Geist vermitteln.
2. Diese Aktivierung sollte selektiv das Telencephalon betreffen und sich nicht in anderen Gehirnebenen manifestieren.
3. Um so eine wiederherstellende Wirkung auf Probleme der höheren Hirnaktivität auszuüben.

Diese Definition erweiterte er in den folgenden Jahren um weitere Kriterien. Um als Nootropikum zu gelten, sollte eine Substanz:
4. Lernen und Gedächtnis verbessern.

5. Die Widerstandsfähigkeit von erlernten Verhaltensweisen/Erinnerungen gegen die Bedingungen, die sie zu stören neigen (z. B. Elektroschocks und Hypoxie), erhöhen.

6. Das Gehirn gegen verschiedene physikalische oder chemische Verletzungen (z. B. durch Barbiturate oder Scopolamin) schützen.

7. Die Wirksamkeit der tonischen Kontrollmechanismen der Hirnrinde auf der subkortikalen Ebenen des Gehirns verbessern.

8. Nicht über die übliche Pharmakologie von anderen psychoaktiven Medikamenten (z. B. Sedierung, motorische Stimulation) wirken.

9. Das Medikament sollte nur sehr wenige Nebenwirkungen und extrem niedrige Toxizität aufweisen.

### Abgrenzung von „Gehirndoping-Mitteln“ und Antidementiva
Die Begriffe „Nootropikum“  und „cognitive Enhancer“, „Gehirndoping-Mittel“ oder Antidementiva werden bisweilen als äquivalent aufgefasst. Jedoch sollte eine Unterscheidung stattfinden.
Jede nach den Kriterien Giurgeas nootropische Substanz kann tatsächlich die Kognition verbessern. Ein Stoff mit positiver kognitiver Wirkung ist nur dann ein Nootropikum im Sinne der Definition, wenn er auch neuroprotektive Wirkung hat und frei von Toxizität ist. Gehirn-Stimulanzien wie Amphetamin sind im engeren Sinne keine Nootropika, obwohl sie kognitive Verbesserung mit sich bringen können, da diese mit toxischen Wirkungen einhergehen können.

## Wirkweise
Untersuchungen der Wirkungsweisen von Nootropika haben verschiedene pharmakologische Effekte offenbart; doch eine einzelne vorherrschende Art von Effekt, die die gesamte Wirkstoffklasse teilt, herrscht nicht vor. Alle Fakten beeinflussen die cholinerge Funktion: Durch die Erhöhung der Cholin-Aufnahme wird die Produktion und der Umsatz von Acetylcholin gesteigert, was auf Muscarin- und Nikotinrezeptoren wirkt. Piracetam erhöht auch die Dichte der Acetylcholinrezeptoren des frontalen Kortex um 30–40 %.
Energiebereitstellung in Form von Adenosintriphosphat (ATP) ist entscheidend für das Überleben des Gehirns. Gehirnzellen müssen ihr eigenes ATP aus Glucose und Sauerstoff gewinnen und können ATP nicht aus anderen Zellen aufnehmen. Piracetam steigert die Aktivität des Adenylat-Kinase-Enzyms, das Adenosindiphosphat (ADP) in ATP und Adenosinmonophosphat (AMP) umwandelt. Dies verringert den Abfall der ATP-Konzentration im Gehirn unter Sauerstoffmangel und beschleunigt die Erholung von Hypoxie, ebenfalls bedingt durch die Verstärkung der oxidativen Glykolyse. Piracetam erhöht weiterhin die Hirndurchblutung, den zerebralen Sauerstoffverbrauch, die Stoffwechselrate und den zerebralen Glukosemetabolismus bei chronisch eingeschränkter Funktion des menschlichen Gehirns.
Ein weiterer Wirkmechanismus ist eine Reduzierung der Thrombozytenaggregation und eine Verbesserung der zellulären Membranfluidität, vermutlich durch Einbindung von Phospholipiden in die Membran.

## Vertreter
Nootropika werden pharmakologisch als eine Gruppe der Antidementiva eingeordnet. Therapeutisch als Nootropika verwendet wurden oder werden Meclofenoxat, Nicergolin, Piracetam und Pyritinol. Die Rote Liste führt einige in Deutschland zugelassene Nootropika zusammen mit antidementiv wirksamen Stoffen in der Hauptgruppe 11 „Antidementiva (Nootropika)“. Nootropika, die insbesondere auch als Smart Drugs bzw. Neuroenhancer missbraucht werden, sind bspw. die in Russland zugelassenen Stoffe N-Phenylacetyl-L-prolylglycinethylester (Noopept) und Carphedon sowie (teilweise experimentelle) Wirkstoffe wie Oxiracetam, Sunifiram, Citicolin und Aniracetam.

## Wirksamkeit
Die Wirksamkeit vieler als Nootropika bezeichneter Substanzen ist umstritten. Am besten an größeren Kollektiven belegt ist die Wirkung von Antidementiva wie den Acetylcholinesterasehemmern Donepezil, Rivastigmin und Galantamin sowie des NMDA-Antagonisten Memantin. Auch wenn diese Einschätzung nicht ganz unumstritten geblieben ist, werden diese Medikamente in Leitlinien zur Behandlung der meisten Demenz-Formen empfohlen.
Die Studienergebnisse über die übrigen Substanzen sind widersprüchlich. Dies gilt vor allem für Ginkgo, das 2004 eines am meisten verordneten Antidementiva war. Andere Mittel gelten in der evidenzbasierten Medizin zur Behandlung kognitiver Störungen im Rahmen der Demenz als unwirksam.